# Мюнхен (фільм)
«Мюнхен» (Munich) — американський фільм 2005 року режисера Стівена Спілберга, в якому розповідається про терористичний акт на Мюнхенській Олімпіаді і наступну операцію відплати з боку ізраїльських спецслужб. Сценарій картини, який написав Тоні Кашнер, базується на книзі Джорджа Йонаса, і на реальних подіях.

## Сюжет
На початку фільму група терористів захоплює в заручники й винищує ізраїльських спортсменів на мюнхенській Олімпіаді. Прем'єр-міністр Ізраїлю Голда Меїр запрошує до себе свого колишнього охоронця — офіцера «Моссада» Авнера, і пропонує йому очолити операцію відплати групі «Чорний Вересень». Авнер отримує інструктаж у куратора операції Ефраїма і знайомиться зі своєю невеликою групою. В одному зі швейцарських банків для них зарезервовані скриньки, куди надходитимуть гроші на оперативні витрати й зарплата для членів групи.
Використовуючи підкуп і зв'язки, Авнер виявляє місцезнаходження терористів. Після розстрілу першого з них, Авнер зустрічається з якимось Луї, який продає йому інформацію про інших терористів. Луї заявляє, що вони нічого не повинні знати один про одного. Другій жертві вони підкладають вибухівку в телефон, і після вибуху терорист помирає в лікарні. Третьому підкладають вибуховий пристрій під матрац, але заряд виявляється занадто потужним і розносить весь поверх готелю, Авнер ледь залишається в живих. Потім група Авнера бере участь в операції ізраїльського спецназу в Бейруті, гинуть ще три лідери терористів зі списку.
Група Авнера перебирається до Афін, де в притулку, наданому Луї, натикається на терористів із різних організацій, але всі мирно проводять ніч. Бомба, закладена у квартирі, де збираються лідери терористів, не спрацьовує, і один з агентів підкидає туди гранату. При відході починається перестрілка, у якій гине агент КДБ. Група виїжджає до Лондона, у готелі один із людей Авнера гине від руки жінки-найманки. Купивши у Луї інформацію про неї, люди Авнера відправляються в Голландію і розстрілюють жінку у неї вдома. Авнер знаходить труп іншої своєї людини, потім його підривник гине при виготовленні вибухового пристрою. Авнер купує інформацію про місцезнаходження Алі Хасана Салям — головного організатора теракту в Мюнхені. Ізраїльтяни намагаються застрелити Салям, проникнувши на його віллу, але їх помічає стражник, охорона відкриває шквальний вогонь, і месникам ледь вдається сховатися. «Моссад» відкликає Авнера до Ізраїлю.
До того часу дружина Авнера народила доньку і виїхала жити до США, він переїжджає до неї. Йому здається, що за ним і його сім'єю йде полювання, батькові Луї відоме його справжнє прізвище. Він звертається з погрозами до посольства Ізраїлю. Прилетівши до США, Ефраїм намагається переконати Авнера повернутися в Ізраїль і продовжити роботу на «Моссад» іншого типу, проте Авнер відмовляється і, своєю чергою, запрошує Ефраїма до себе на обід, але останній відмовляється. Паралельно показуються сцени захоплення та вбивства ізраїльських заручників.

## В ролях
| Актор                 | Роль                     |
| --------------------- | ------------------------ |
| Ерік Бана             | Авнер                    |
| Деніел Крейґ          | Стів                     |
| Кіаран Гайндс         | Карл                     |
| Матьє Кассовіц        | Роберт                   |
| Ганнс Цишлер          | Ганс                     |
| Аєлет Зурер           | Дафна                    |
| Джеффрі Раш           | Ефраїм                   |
| Гіла Альмагор         | мати Авнера              |
| Майкл Лонсдейл        | Папа                     |
| Матьє Амальрік        | Луї                      |
| Моріц Блайбтрой       | Андреас                  |
| Валерія Бруні-Тедескі | Сільвія                  |
| Хіам Аббасс           | Munich Марі Клод Гамсарі |
| Єхуда Леві            | солдат в аеропорті       |
| Роберт Джон Берк      | войовничий американець   |

## Нагороди й номінації

### Номінації
- 2006 — Премія «Оскар»
  - Найкраща режисура — Стівен Спілберг
  - Найкращий монтаж — Майкл Кан
  - Найкраща музика до фільму — Джон Вільямс
  - Найкращий фільм — Кетлін Кеннеді, Беррі Мендел, Стівен Спілберг
  - Найкращий адаптований сценарій — Ерік Рот, Тоня Кушнер
- 2006 — Премія «Золотий глобус»
  - Найкращий режисер — Стівен Спілберг
  - Найкращий сценарій — Ерік Рот, Тоня Кушнер
- 2007 — Премія «Греммі»
  - Найкраща музика до фільму — Джон Вільямс

## Цікаві факти
- Стівен Спілберг збирався знімати цю картину з наміром на випуск у 2003 або 2004 році. Проте після того, як у знімальному розкладі Тома Круза утворилося вікно, Стівен волів заморозити цей проєкт і попрацювати з Томом над «Війною світів»[1].
- Спочатку роль, яка дісталася Джеффрі Рашу, повинен був виконати Бен Кінгслі. Акторові довелося покинути проєкт через конфлікт з особистим розкладом зйомок[1].
- Під час зйомок на Мальті загадковим чином зайнялася вантажівка, орендована знімальною командою у Німеччини. Були побоювання, що ця акція — справа рук терористів. За офіційною версією місцевої поліції, пожежа сталася в результаті перегрівання генераторів у зв'язку з неймовірно спекотним літом на Мальті[1].
- Тоні Кушнер спочатку відмовився працювати над сценарієм до стрічки, оскільки вважав, що це занадто трудомістка робота[1].
- Спочатку було написано три варіанти сценарію, але був прийнятий сценарій Еріка Рота, який пізніше допрацьовував Тоні Кушнер[1].
- Гурі Вайнберг грає власного батька, знаменитого спортсмена Моше Вайнберга, убитого, коли Гурі був ще малюком[1].
- Цей фільм обговорюють і ним захоплюються головні герої комедії «Трошки вагітна»[2].